# Liste der Kulturdenkmale in Ockholm
In der Liste der Kulturdenkmale in Ockholm sind alle Kulturdenkmale der schleswig-holsteinischen Gemeinde Ockholm (Kreis Nordfriesland) und ihrer Ortsteile aufgelistet (Stand: 10. März 2025).

## Legende
In den Spalten befinden sich folgende Informationen:
- Objekt-ID: die Nummer des Kulturdenkmales
- Lage: die Adresse des Kulturdenkmales und die geographischen Koordinaten. Kartenansicht, um Koordinaten zu setzen. In der Kartenansicht sind Kulturdenkmale ohne Koordinaten mit einem roten Marker dargestellt und können in der Karte gesetzt werden. Kulturdenkmale ohne Bild sind mit einem blauen Marker gekennzeichnet, Kulturdenkmale mit Bild mit einem grünen Marker.
- Offizielle Bezeichnung: Bezeichnung des Kulturdenkmales
- Beschreibung: die Beschreibung des Kulturdenkmales
- Bild: ein Bild des Kulturdenkmales

## Sachgesamtheiten
| Objekt-ID      | Lage                                      | Offizielle Bezeichnung | Beschreibung | Bild                             |
| -------------- | ----------------------------------------- | ---------------------- | --- | -------------------------------- |
| 40635 Wikidata | Bäderstraße (54° 39′ 55″ N, 8° 49′ 39″ O) | Kirche Ockholm         | Aktualisierung vorgesehen - Begründung: geschichtlich, künstlerisch, städtebaulich, Kulturlandschaft prägend - Schutzumfang: Kirche mit Ausstattung, Glockenhaus, Kirchhof | weitere Fotos \| Fotos hochladen |

## Bauliche Anlagen
| Objekt-ID      | Lage                                        | Offizielle Bezeichnung       | Beschreibung | Bild                             |
| -------------- | ------------------------------------------- | ---------------------------- | --- | -------------------------------- |
| 5741           | Bäderstraße 7 (54° 39′ 53″ N, 8° 49′ 40″ O) | Wohn- und Wirtschaftsgebäude | Wohn- und Wirtschaftsgebäude; 1868; T-förmig angelegtes Geesthardenhaus aus Backstein unter reetgedecktem Schopfwalmdach, Wohnteil mit Zwerchgiebel, Stallflügel unter Blechdeckung mit Durchfahrtsloo - Begründung: geschichtlich, städtebaulich, Kulturlandschaft prägend - Schutzumfang: gesamtes Objekt - Denkmaltyp: Bauliche Anlage                                                                     | Fotos hochladen                  |
| 4116 Wikidata  | Bäderstraße (54° 39′ 55″ N, 8° 49′ 39″ O)   | Kirche mit Ausstattung       | Die evangelische Kirche Zum heiligen Kreuz wurde 1647 erbaut. Alteintragung (Aktualisierung vorgesehen) - Begründung: geschichtlich, künstlerisch, städtebaulich - Schutzumfang: Kirche mit Ausstattung, Glockenhaus - Denkmaltyp: Bauliche Anlage, Sachgesamtheit: Kirche Ockholm | weitere Fotos \| Fotos hochladen |
| 5749           | Peterswarf 1 (54° 39′ 44″ N, 8° 50′ 9″ O)   | Geesthardenhaus              | Geesthardenhaus; 1853; auf Warft gelegener, in die 5 gebauter, eingeschossiger Backsteinbau unter reetgedecktem Walmdach, östlicher Wohnteil mit Zwerchhaus über dem Eingang, westlicher Stallteil mit Lootor und Gusseisenfenstern, rückwärtig angeschlossener Erweiterungsflügel - Begründung: geschichtlich, Kulturlandschaft prägend - Schutzumfang: Geesthardenhaus, Warft - Denkmaltyp: Bauliche Anlage | Fotos hochladen                  |
| 52006 Wikidata | Schlüttsiel (54° 40′ 56″ N, 8° 45′ 19″ O)   | Deichsiel Schlüttsiel        | Deichsiel Schlüttsiel; 1959; schmalrechteckiger, gelber Backsteinbau unter Satteldach mit nördlichem Kopfbau, gerahmte hochrechteckige Fensterbänder, vier unterirdische Sielkammern aus Stahlbeton - Begründung: geschichtlich, technisch, Kulturlandschaft prägend - Schutzumfang: gesamtes Objekt | weitere Fotos \| Fotos hochladen |

## Gründenkmale
| Objekt-ID      | Lage                                      | Offizielle Bezeichnung | Beschreibung | Bild            |
| -------------- | ----------------------------------------- | ---------------------- | --- | --------------- |
| 19414 Wikidata | Bäderstraße (54° 39′ 55″ N, 8° 49′ 39″ O) | Kirchhof               | Alteintragung (Aktualisierung vorgesehen) - Begründung: geschichtlich, Kulturlandschaft prägend - Schutzumfang: gesamtes Objekt - Denkmaltyp: Gründenkmal, Sachgesamtheit: Kirche Ockholm | Fotos hochladen |

## Quelle
- Liste der Kulturdenkmale in Schleswig-Holstein – Kreis Nordfriesland (PDF)

- Karte mit allen Koordinaten:
- OSM |
- WikiMap